# Зграда Старе болнице у Лозници
Зграда Старе болнице у Лозници је грађевина која је саграђена 1912. године. С обзиром да представља значајну историјску грађевину, проглашена је непокретним културним добром Републике Србије. Налази се у Лозници, под заштитом је Завода за заштиту споменика културе Ваљево.

## Историја
Зграда Старе болнице у Лозници је наменски пројектована зграда саграђена 1912. године. Здравствена установа је пресељена у ову зграду из куће коришћене од 1882. године за лечење и смештај највише десет болесника. Спратни објекат има основу у облику ћириличног слова Т. Подигнута је у еклектичком духу заснованом на принципима академизма, са симетрично компонованом главном фасадом са истуреним средњим ризалитом на коме је улаз. Једноставно профилисани прозорски отвори су распоређени у уједначеном ритму. Фасаде имају скромну декорацију, сведену на назначене оквире око прозора, пиластре и венце. У једноставном просторном распореду је био предвиђен капацитет довољан за некадашње потребе. Из централног ходника се улазило у лекарске ординације и болесничке собе, док су санитарни блокови издвојени. Овај споменик културе је значајан за историју лозничког и јадарског здравства, као први центар развоја здравства и здравствене културе у овом делу Србије. У централни регистар је уписана 21. јануара 2015. под бројем СК 2171, а у регистар Завода за заштиту споменика културе Ваљево 26. децембра 2014. под бројем СК 214.